# La bèstia ha de morir
 La bèstia ha de morir  (The Beast Must Die) és una pel·lícula britànica dirigida per Paul Annett, estrenada el 1974. Ha estat doblada al català.

## Argument
Milionari i caçador reputat, Tom Newcliffe reuneix diversos invitats al seu casalot, una autèntica fortalesa on una sofisticada xarxa de televigilància espia cada racó. Del professor expert en licantropia, al concertista, passant per un artista maleït i un diplomàtic en desgràcia, Newcliffe sospita que un dels seus convidats de ser un home llop. Si compta amb la pròxima nit de plena lluna per abatre'l i afegir la més temible caça al seu quadre de trofeus, la criatura el precedeix. Un a un, extermina els seus invitats.

## Repartiment
- Calvin Lockhart: Tom Newcliffe
- Peter Cushing: El Doctor Christopher Lundgren
- Marlene Clark: Caroline Newcliffe
- Anton Diffring: Pavel
- Charles Gray: Arthur Bennington
- Ciaran Madden: Davina Gilmore
- Tom Chadbon: Paul Foote
- Michael Gambon: Jan Jarmokowski
- Sam Mansary: Butler
- Andrew Lodge: el pilot
- Carl Bohen: elpPrimer caçador
- Eric Carte: el segon caçador

## Al voltant de la pel·lícula
- El rodatge va tenir lloc als estudis de Shepperton.
- En la versió original, l'actriu Marlene Clark va ser doblada per Annie Ross.
- Segons el realitzador Paul Annett, el paper de Caroline Newcliffe va ser primer de tot previst per a Shirley Bassey. No estant l'actriu disponible en el moment del rodatge, Marlene Clark va ser escollida segons un suggeriment de l'actor Calvin Lockhart.
- El primer paper havia de ser confiat inicialment a Robert Quarry, però els productors el van reemplaçar a l'últim minut per Calvin Lockhart, llavors cap de cartell de pel·lícules com Cotton Comes to Harlem (1970), Melinda (1972) o Uptown Saturday Night (1974), amb l'objectiu de fer surf sobre l'ona de la blaxploitation.